# ساندی بادا
ساندی بادا (انگلیسی: Sunday Bada; ۲۲ ژوئن ۱۹۶۹ – ۱۲ دسامبر ۲۰۱۱) دونده اهل نیجریه بود.
وی در مسابقات کشوری و بین‌المللی در مجموع برندهٔ ۲ مدال طلا، ۲ مدال نقره، ۱ مدال برنز شده‌است.